# Mohegan
 Ikke at forveksle med Mohikaner.
Mohegan er et folk af Amerikas oprindelige folk, der historisk set levede i nutidens Connecticut, og som nu for størstedelens vedkommende er knyttet til mohegan-stammen, en føderalt anerkendt stamme, der lever i den østlige del af dalen omkring den øvre Thames-flod i det sydligt-centrale Connecticut.
Ordet "mohegan" betyder på deres eget sprog, mohegan-pequot, "ulvefolket".
Ved europæernes ankomst var moheganerne sammen med pequot-folket en samlet stamme, der boede i det sydøstlige Connecticut, men moheganerne blev efterhånden selvstændige, eftersom de dominerende pequoter måtte opgive kontrollen over handelen og mistede de midler, som deres undergivne stammer bidrog med. Pequot var oprindeligt det navn, som blev brugt om mohegan af andre folkeslag i det nordøstlige USA, men blev over tid accepteret og anvendt af folket selv. Engelske puritanske kolonister ødelagde i 1637 sammen med Uncas, Wequash og narrangasett-folket en vigtig befæstet landsby ved Mistick og bekæmpede efterfølgende systematisk pequot-folket i pequot-krigen. Den endte med, at stammens høvding, Sassacus (Uncas' fætter) døde blandt de mohawker, som han fejlagtigt havde regnet med beskyttelse fra. Derefter opfattede moheganerne under ledelse af sachem (høvding) Uncas sig som et selvstændigt folk og blev også anerkendt af englænderne som sådan. Uncas havde indset, at det var umuligt at kæmpe mod englænderne, så han valgte i stedet at gå i alliance med dem, hvilket var med til at sikre, at mohegan-folket levede relativt fredeligt i de næste mange år.
Efterhånden mistede moheganerne imidlertid størstedelen af deres landområder, og det førte til, at de hvide amerikanere opfattede det sådan, at moheganerne havde tilpasset sig deres kultur og ikke længere opfattede sig som et folk. Men i 1978 indgav høvding John "Rolling Cloud" Hamilton en ansøgning om at opnå føderal godkendelse af stammen. Han repræsenterede dog ikke et samlet folk, idet en gren med Courtland Fowler i spidsen ikke var tilfredse med Hamiltons arbejde. Denne splittelse vanskeliggjorde anerkendelsesprocessen, men i 1994 opnår mohegan-stammen i Connecticut den føderale anerkendelse under betegnelsen Mohegan Tribe of Indians of Connecticut (MTIC) samt tildeling af et tilhørende landområde.
De fleste moheganere bor nu i det reservat, de på det tidspunkt fik tildelt i nærheden af Uncasville i Montville (Connecticut). MTIC driver Mohegan Sun-kasinoet i deres reservat ved Uncasville.